# Malleola kawakamii
Malleola kawakamii là một loài thực vật có hoa trong họ Lan. Loài này được (J.J.Sm.) J.J.Sm. & Schltr. mô tả khoa học đầu tiên năm 1913.